# 瑞光四丁目車站
瑞光四丁目車站（日语：／ Zuikō-yonchōme eki */?）是位於日本大阪府大阪市東淀川區瑞光，屬於大阪市高速電氣軌道（大阪地下鐵）今里筋線的鐵路車站。車站編號是I12。本站的副站名為大阪經大前（大阪経大前）。

## 車站構造
本站為島式月台1面2線的地下車站。此站屬於清水管區站，並由井高野站負責管轄。

### 月台配置
| 月台 | 路線     | 目的地                                 |
| ---- | -------- | -------------------------------------- |
| 1    | 今里筋線 | 太子橋今市、蒲生四丁目、綠橋、今里方向 |
| 2    | 今里筋線 | 往井高野                               |

## 利用狀況
2018年11月13日1日上下車人次為9,588人（上車人次：4,872人，下車人次：4,716人）。此值在今里筋線的單獨站之中排行第1位。
| 年度               | 調查日   | 上車人次 | 下車人次 | 上下車人次 |
| ------------------ | -------- | -------- | -------- | ---------- |
| 2007年（平成19年） | 11月13日 | 2,743    | 2,713    | 5,456      |
| 2008年（平成20年） | 11月11日 | 3,160    | 3,134    | 6,294      |
| 2009年（平成21年） | 11月10日 | 3,448    | 3,444    | 6,892      |
| 2010年（平成22年） | 11月09日 | 3,713    | 3,588    | 7,301      |
| 2011年（平成23年） | 11月08日 | 3,894    | 3,859    | 7,753      |
| 2012年（平成24年） | 11月13日 | 4,142    | 4,012    | 8,154      |
| 2013年（平成25年） | 11月19日 | 4,164    | 4,071    | 8,235      |
| 2014年（平成26年） | 11月11日 | 4,283    | 4,171    | 8,454      |
| 2015年（平成27年） | 11月17日 | 4,401    | 4,295    | 8,696      |
| 2016年（平成28年） | 11月08日 | 4,578    | 4,474    | 9,052      |
| 2017年（平成29年） | 11月14日 | 4,903    | 4,767    | 9,670      |
| 2018年（平成30年） | 11月13日 | 4,872    | 4,716    | 9,588      |

## 相鄰車站
大阪市高速電氣軌道（大阪地下鐵）
 今里筋線
井高野（I11）－瑞光四丁目（I12）－大桐豐里（I13）

## 外部連結
- 車站Guide：瑞光四丁目 - Osaka Metro